# ألان بروغان
ألان بروغان (بالإنجليزية: Alan Brogan)‏ هو لاعب كرة القدم الغالية أيرلندي، ولد في 11 يناير 1982 في دبلن في جمهورية أيرلندا.